# Peter Carl Bouché
Pour les articles homonymes, voir Bouché.
Peter Carl Bouché (ou Peter Karl Bouché), né le 21 juillet 1783 à Berlin, et mort dans cette même ville le 27 février 1856, est un jardinier allemand, botaniste et auteur de livres de jardinage et de botanique.

## Biographie
Peter Carl Bouché est un rejeton de la dynastie berlinoise des jardiniers Bouché. C'est le premier fils de Jean-David Bouché (1747-1819), et le frère de Carl David Bouché senior (1782–?) et de Peter Friedrich Bouché (1785–1856), ainsi que le père de Carl David Bouché junior (1809–1881) et Karl Emil Bouché (1822–1882).
Il fut membre fondateur de la Société des paysagistes du royaume de Prusse (de) (1822).
Peter Carl Bouché acquit tout d'abord un terrain situé 3-4, Vieille rue Jacob (maintenant aux numéros 18-19), pour y créer sa propre jardinerie. Il la revendit plus tard, et dirigea, avec son frère Peter Friedrich Bouché, la jardinerie de son père. Les deux frères introduisirent, dans la culture ornementale de Berlin, de nombreuses plantes d'appartement et de jardin, maintenant bien connues, telles que le caoutchouc (Ficus elastica), le camélia japonais (Camellia japonica) et le laurier-rose (Nerium oleander splendens).
À côté de son activité professionnelle, il suivit des cours de botanique qui étaient dispensés dans le jardin connu sous le nom de jardin médicinal, proche du domicile de son père. Lorsque, plus tard, Carl Ludwig Willdenow en devint le directeur, Bouché fut son disciple le plus proche en botanique. Il entreprit, avec Willdenow, de nombreuses excursions dans la Marche de Brandebourg, et découvrit, en ces occasions, quelques nouvelles espèces de plantes. Il correspondit avec plusieurs autres botanistes contemporains comme Karl Sigismund Kunth, Diederich von Schlechtendal ou Chamisso. Ses publications, en particulier sur les alliacées, le firent remarquer dans le milieu scientifique de la botanique. À côté des alliacées, Peter Carl Bouché se spécialisa plus tard dans le genre balisier des Indes (Canna), dont il posséda, à certains moments, une collection, unique en Europe, comportant 120 variétés. Il donna la première description de nombre d'entre elles. Il fut le premier à cultiver le canna comme plante estivale de plein air.
En 1827, il abandonna sa participation à l'entreprise de jardinerie, lorsqu’il fut nommé jardinier de l'Institut, à Berlin-Schöneberg, par les fondateurs de l'école royale de jardinage du parc animalier de Potsdam (de). Sous les ordres du directeur de l'Institut, Christoph Friedrich Otto, il s'occupa, pendant 26 ans, non seulement du jardin de l'Institut, mais assura aussi le cours élémentaire pratique des futurs jardiniers, avant que ces derniers ne se rendent à Potsdam pour les cours théoriques ultérieurs. La section de Schöneberg fut fermée en 1853 ; Peter Carl Bouché prit alors sa retraite à l'âge de 70 ans. Plus tard, ses fils enseignèrent également à l'établissement scolaire de jardinage.

## Taxa honorifiques
En hommage aux frères Peter Carl et Peter Friedrich Bouché, Chamisso baptisa Bouchea (en) un genre de la famille des Verbenaceae. Kunth donna, en 1842, au Mygalum boucheanum (maintenant Ornithogalum boucheanum, Ornithogale de Bouché (de)) son nom d'après celui de Peter Carl Bouché. Schlechtendal, en 1832, baptisa le Gladiolus boucheanus (maintenant Gladiolus palustris Gaud.).